# Olizarowy Staw
Olizarowy Staw (biał. Алізараў Стаў, Alizarau Stau; ros. Олизаров Став, Olizarow Staw) – wieś na Białorusi, w obwodzie brzeskim, w rejonie żabineckim, w sielsowiecie Stepańki, przy drodze republikańskiej R7.

## Historia
W Rzeczypospolitej Obojga Narodów leżał w województwie brzeskolitewskim, w powiecie brzeskolitewskm. Odpadł od Polski w wyniku III rozbioru.
W XIX i w początkach XX w. położony był w Rosji, w guberni grodzieńskiej, w powiecie kobryńskim, w gminie Siechnowicze.
W dwudziestoleciu międzywojennym leżał w Polsce, w województwie poleskim, w powiecie kobryńskim, do 18 kwietnia 1928 w gminie Siechnowicze, następnie w gminie Żabinka. W 1921 miejscowość liczyła 79 mieszkańców, zamieszkałych w 13 budynkach, w tym 67 Polaków i 12 Białorusinów. 70 mieszkańców było wyznania prawosławnego i 9 mojżeszowego.
Po II wojnie światowej w granicach Związku Sowieckiego. Od 1991 w niepodległej Białorusi.

## Klasztor
W 1710 Jan Komorowski ufundował tu klasztor (przeorat) cystersów – będący jednym z czterech klasztorów tego zakonu na Litwie. Od ok. 1738 podlegał on opactwom w Oliwie i w Pelplinie, a od początku XIX w. powstałej w zaborze rosyjskim kongregacji benedyktyńsko–cystersko–kamedulskiej. Istniał on do ok. 1830, gdy został zamknięty przez Rosjan w ramach represji po upadku powstania listopadowego. Budynki klasztorne nie zachowały się do współczesnych czasów. Wyposażenie ruchome z kościoła cystersów w 1844 przeniesiono do nowego kościoła w Kobryniu, gdzie znajdowało się do lat 60. XX w., gdy świątynia została zdemolowana przez komunistów. Najcenniejsze rzeźby znajdują się obecnie w muzeum w Mińsku.